# Marathon van Honolulu 2012
De marathon van Honolulu 2012 vond plaats op 9 december 2012 in Honolulu. Het was de 40e editie van deze marathon. 
Bij de mannen won de Keniaan Wilson Kipsang in 2:12.31 en bij de vrouwen was de Russische Valentina Galimova het snelste in 2:31.23.
In totaal finishten er 23.786 marathonlopers, waarvan 12.363 mannen en 11.423 vrouwen.

## Uitslagen

### Mannen
| rang   | naam             | land | tijd    |
| ------ | ---------------- | ---- | ------- |
| Goud   | Wilson Kipsang   | KEN  | 2:12.31 |
| Zilver | Markos Geneti    | ETH  | 2:13.08 |
| Brons  | Kenneth Kimutai  | KEN  | 2:14.15 |
| 4      | Patrick Ivuti    | KEN  | 2:14.55 |
| 5      | Julius Arile     | KEN  | 2:15.17 |
| 6      | Nicholas Manza   | KEN  | 2:18.27 |
| 7      | Nicholas Chelimo | KEN  | 2:19.46 |
| 8      | Taku Harada      | JPN  | 2:25.23 |

### Vrouwen
| rang   | naam               | land | tijd    |
| ------ | ------------------ | ---- | ------- |
| Goud   | Valentina Galimova | RUS  | 2:31.23 |
| Zilver | Tafa Girma         | ETH  | 2:32.22 |
| Brons  | Stephanie Bruce    | USA  | 2:32.47 |
| 4      | Misiker Mekonen    | ETH  | 2:37.49 |
| 5      | Helen Wanjiru      | KEN  | 2:39.17 |
| 6      | Svetlana Zacharova | RUS  | 2:39.49 |
| 8      | Satoko Uetani      | JPN  | 2:51.48 |
| 10     | Yumi Hirata        | JPN  | 2:58.51 |

1973 ·
1974 ·
1975 ·
1976 ·
1977 ·
1978 ·
1979 ·
1980 ·
1981 ·
1982 ·
1983 ·
1984 ·
1985 ·
1986 ·
1987 ·
1988 ·
1989 ·
1990 ·
1991 ·
1992 ·
1993 ·
1994 ·
1995 ·
1996 ·
1997 ·
1998 ·
1999 ·
2000 ·
2001 ·
2002 ·
2003 ·
2004 ·
2005 ·
2006 ·
2007 ·
2008 ·
2009 ·
2010 ·
2011 · 
2012 · 
2013 ·  
2014 ·  
2015 ·  
2016 ·  
2017